# Tachigali melanocarpa
Tachigali melanocarpa là một loài thực vật có hoa trong họ Đậu. Loài này được (Ducke) van der Werff mô tả khoa học đầu tiên năm 2008.